# Kedungsari (Butuh)
Kedungsari is een bestuurslaag in het regentschap Purworejo van de provincie Midden-Java, Indonesië. Kedungsari telt 605 inwoners (volkstelling 2010).